# Mister Sterling
Mister Sterling é um drama criminal criado por Lawrence O'Donnell e exibido pela rede NBC, que foi exibido entre janeiro e março de 2003. O seriado era estrelado por Josh Brolin como um senador idealista, e contava com as presenças de Audra McDonald, William Russ, David Noroña e James Whitmore como membros do elenco.
As audiência da série não era boa, devido à sua exibição às sextas-feiras, dia de baixa audiência na TV estadunidense, seu cancelamento foi oficializado após a exibição do 9º episódio.
James Whitmore foi indicado ao Emmy de melhor ator coadjuvante em uma série dramática, por sua atuação como William Sterling, na série.

## Elenco
- Josh Brolin como Bill Sterling
- Audra McDonald como Jackie Brock
- William Russ como Tommy Doyle
- David Noroña como Leon Montero
- James Whitmore como William Sterling
- Dale Raoul como Pat Conway
- Stanley Kamel como Arthur Peyton
- Dean Cameron como Derek Larner